# Ammophila holosericea
Ammophila holosericea es una especie de avispa del género Ammophila, familia Sphecidae.

## Taxonomía
Fue descrito por primera vez en 1793 por Fabricius.